# Alonso de Castillo Solórzano
Pour les articles homonymes, voir Castillo et Solórzano (homonymie).
Alonso del Castillo Solorzano (Tordesillas, 1er octobre 1584-Saragosse ou Palerme, v.1648) est un écrivain espagnol.

## Biographie
On ne sait rien de sa jeunesse. Vers 1619, il travaille pour le vice-roi de Valence qu'il suit dans les campagnes de Catalogne puis à Rome. Le fait qu'il ne soit plus mentionné dans l'entourage du vice-roi en 1648, fait supposer de son probable décès à cette époque.

## Œuvres
On lui doit des romans picaresques dont de nombreux ont été traduits en français :
- Tardes entretenidas (1625)
- Jornadas alegres (1626)
- Noches de placer (1631)
- Las harpías en Madrid
- La niña de los embustes
- Los amantes andaluces
- Fiestas del jardín (1634)
- Sagrario de Valencia (1635)
- Teresa de Manzanares (1632)
- Aventuras del bachiller Trapaza (Les Aventures du chevalier Trapaza) (1637)
- Epítome de la vida y hechos del ínclito rey don Pedro de Aragón (1639)
- Los alivios de Casandra, (1640)
- La garduña de Sevilla y anzuelo de las bolsas (Le Jardin de Valence) (1629)
- La Fouine de Séville
- Sala de Recreación (1649)
- Donaires del Parnaso (1624)
- El Juez de su Causa, Maria de Zayas traduite par Paul Scarron dans son Roman Comique (1657) sous le titre Le juge de sa propre cause

Il est l'auteur aussi de comédies et d'une histoire romanesque de Marc-Antoine et Cléopâtre (1639).